# Communauté de communes de l'Estuaire
La communauté de communes de l'Estuaire est un établissement public de coopération intercommunale (EPCI) français, situé dans le département de la Gironde, en région Nouvelle-Aquitaine.

## Historique
La communauté de communes a été créée le 14 avril 1995 sous le nom de « communauté de communes du canton de Saint-Ciers-sur-Gironde ».
Le 26 décembre 2002, le nom de « communauté de communes de l'Estuaire - canton de Saint-Ciers-sur-Gironde » a été agréé par arrêté préfectoral en date du 26 décembre 2002.
Le 1er janvier 2017, la communauté de communes intègre quatre nouvelles communes (Cartelègue, Mazion, Saint-Androny et Saint-Seurin-de-Cursac) à la suite de l'approbation du schéma départemental de coopération intercommunal (SDCI).
Au 1er janvier 2019, à la suite de la création de Val-de-Livenne par fusion de Saint-Caprais-de-Blaye et Marcillac, le nombre de communes adhérentes est porté à 14.

## Territoire communautaire

### Géographie
Située au nord  du département de la Gironde, la communauté de communes de l'Estuaire regroupe 14 communes et présente une superficie de 248,2 km2.

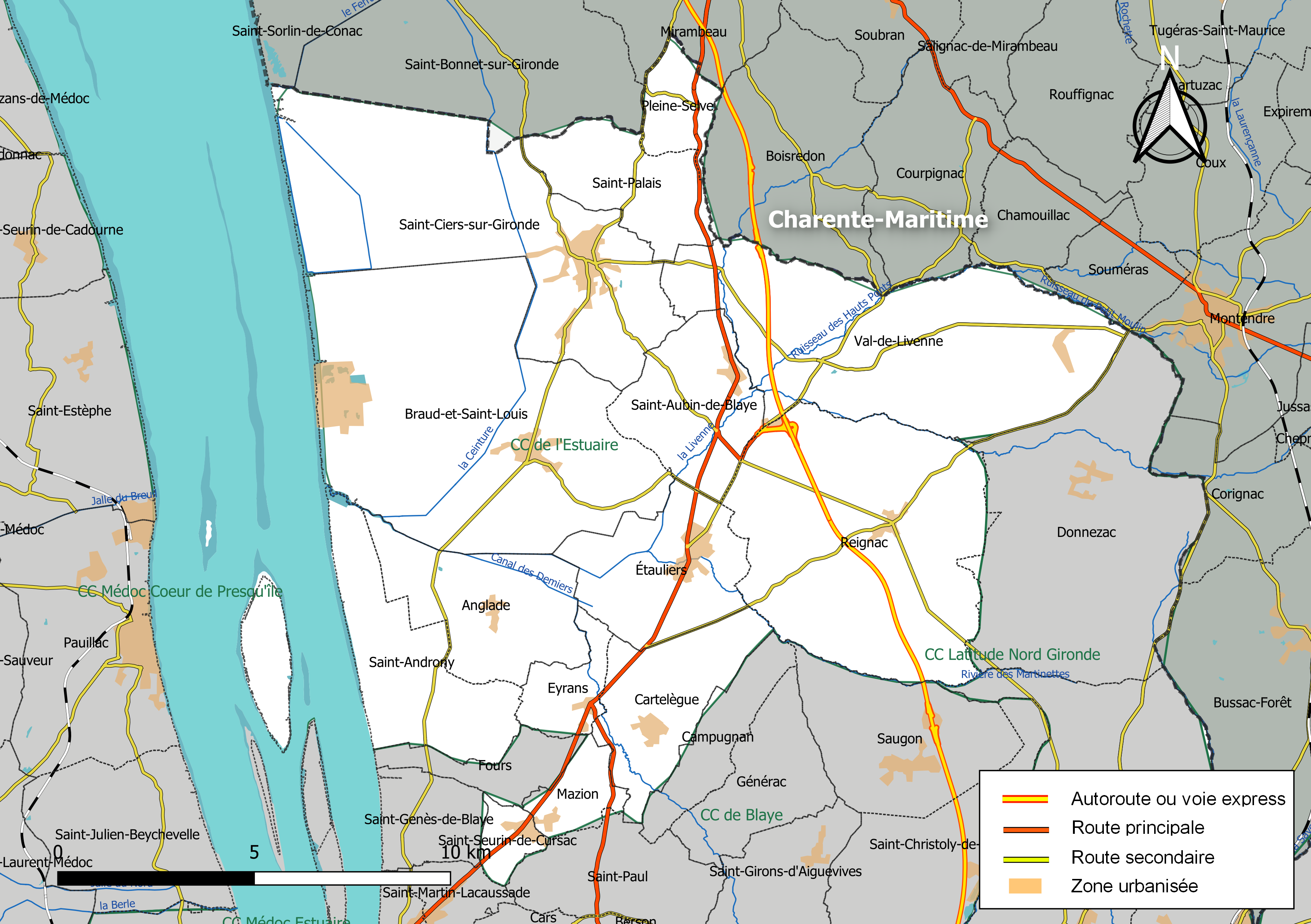
Carte de la communauté de communes de l'Estuaire au 1er janvier 2019.

### Composition
La communauté de communes est composée des 14 communes suivantes :

| Nom                          | Code Insee | Gentilé          | Superficie (km2) | Population (dernière pop. légale) | Densité (hab./km2) |
| ---------------------------- | ---------- | ---------------- | ---------------- | --------------------------------- | ------------------ |
| Braud-et-Saint-Louis (siège) | 33073      | Braudiers        | 49,24            | 1 524 (2022)                      | 31                 |
| Anglade                      | 33006      | Angladais        | 13,82            | 896 (2022)                        | 65                 |
| Cartelègue                   | 33101      | Cartelèguais     | 11,45            | 1 297 (2022)                      | 113                |
| Étauliers                    | 33159      | Étaulois         | 12,98            | 1 598 (2022)                      | 123                |
| Eyrans                       | 33161      | Eyranais         | 4,28             | 755 (2022)                        | 176                |
| Mazion                       | 33280      | Mazionnais       | 3,71             | 545 (2022)                        | 147                |
| Pleine-Selve                 | 33326      | Selvois          | 4,23             | 220 (2022)                        | 52                 |
| Reignac                      | 33351      | Reignacais       | 37,43            | 1 626 (2022)                      | 43                 |
| Saint-Androny                | 33370      | Andronyciens     | 11,65            | 582 (2022)                        | 50                 |
| Saint-Aubin-de-Blaye         | 33374      | Saint-Aubinois   | 11,54            | 843 (2022)                        | 73                 |
| Saint-Ciers-sur-Gironde      | 33389      | Saint-Cyriens    | 38,34            | 3 128 (2022)                      | 82                 |
| Saint-Palais                 | 33456      | Saint-Palaisiens | 9,76             | 512 (2022)                        | 52                 |
| Saint-Seurin-de-Cursac       | 33477      | Severinois       | 2,36             | 773 (2022)                        | 328                |
| Val-de-Livenne               | 33380      |                  | 37,4             | 1 800 (2022)                      | 48                 |

### Démographie
| 1968   | 1975   | 1982   | 1990   | 1999   | 2006   | 2011   | 2016   | 2022   |
| ------ | ------ | ------ | ------ | ------ | ------ | ------ | ------ | ------ |
| 11 442 | 10 661 | 14 224 | 13 297 | 13 636 | 14 380 | 15 316 | 15 770 | 16 099 |

## Administration

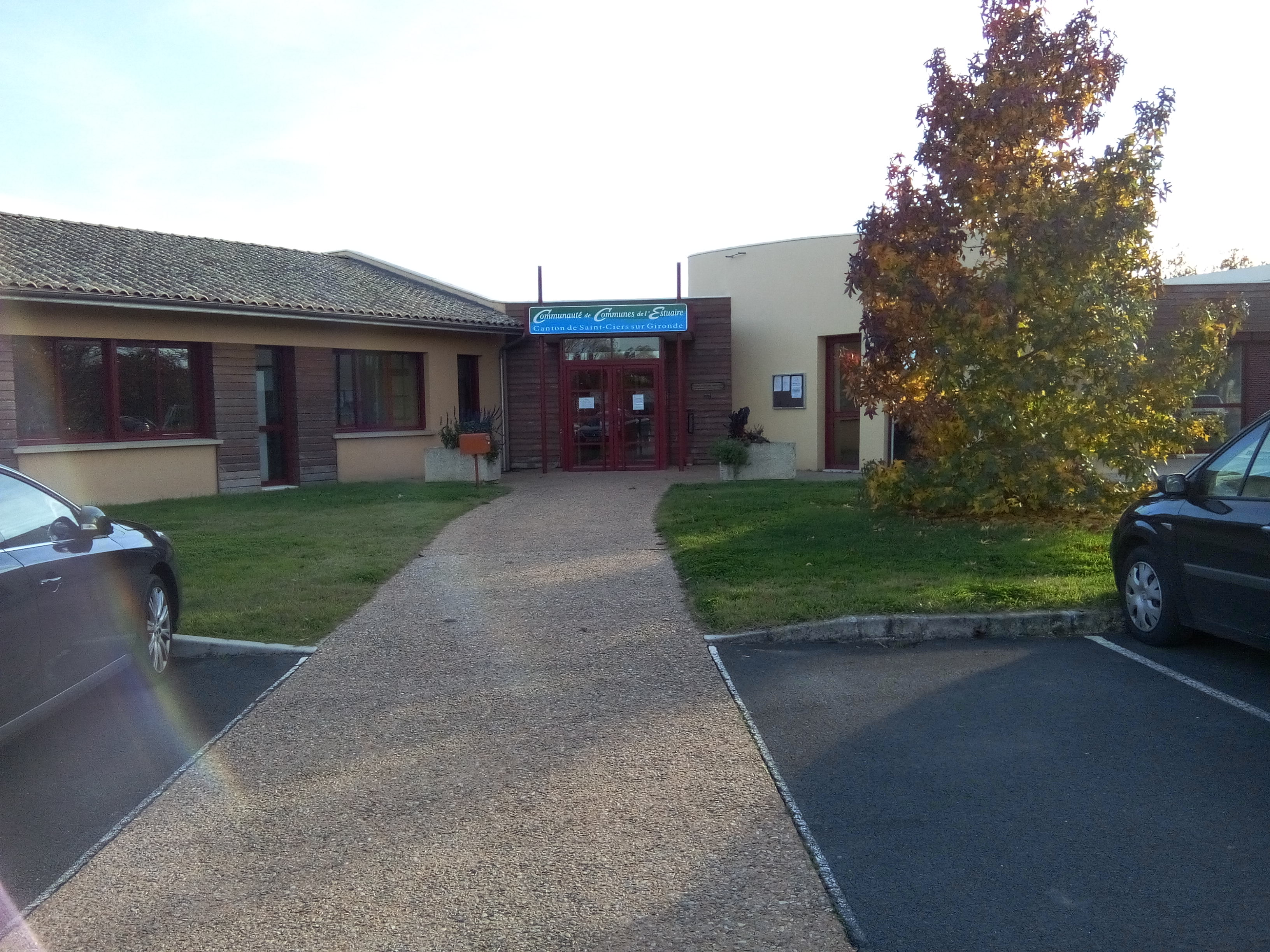
Bâtiment de la communauté de communes à Braud-et-Saint-Louis en 2015.

### Siège
Le siège de la communauté de communes est situé 38 avenue de la République à Braud-et-Saint-Louis.

### Les élus
Le conseil communautaire de la communauté de communes de l'Estuaire se compose de 30 conseillers, représentant chacune des communes membres et élus pour une durée de six ans.
Ils sont répartis comme suit :
| Nombre de conseillers | Communes                                                          |
| --------------------- | ----------------------------------------------------------------- |
| 5                     | Saint-Ciers-sur-Gironde                                           |
| 3                     | Braud-et-Saint-Louis, Étauliers, Reignac, Val-de-Livenne          |
| 2                     | Anglade, Cartelègue, Saint-Aubin-de-Blaye, Saint-Seurin-de-Cursac |
| 1 (+ 1 suppléant)     | les autres communes                                               |

### Présidence
| Période | Période  | Identité         | Étiquette | Qualité                                                                                         |
| ------- | -------- | ---------------- | --------- | ----------------------------------------------------------------------------------------------- |
| 1995    | 2020     | Philippe Plisson | PS        | Maire de Saint-Caprais-de-Blaye (1983-2018), conseiller général (1998-2015), député (2007-2017) |
| 2020    | En cours | Lydia Heraud     | PS        | Adjointe au maire de Val-de-Livenne, Conseillère régionale                                      |

La présidente est assistée de sept vice-présidents :
- Jean-Jacques Laisne, maire de Pleine-Selve, chargé des finances et du CIAS,
- Louis Cavaleiro, maire d'Étauliers, chargé du développement économique, de l'emploi et de la formation,
- Jean-Michel Rigal, maire de Braud-et-Saint-Louis, chargé du tourisme,
- Philippe Labrieux, maire de Val-de-Livenne, chargé de l'eau, de l'assainissement et de l'environnement,
- Pierre Caritan, maire de Saint-Ciers-sur-Gironde, chargé de l'enfance, la jeunesse, la famille et du CEAE,
- Pascal Riveau, maire de Saint-Androny, chargé des services techniques,
- Marie-France Djerad-Payen, adjointe au maire d'Anglade, chargée de l'habitat et de l'urbanisme.

### Compétences

#### Compétences obligatoires
- Développement économique,
- Aménagement de l’espace communautaire.

#### Compétences optionnelles
- Protection et mise en valeur de l’environnement,
- Politique du logement et du cadre de vie,
- Création, aménagement et entretien de la voirie d’intérêt communautaire,
- Action sociale,
- Assainissement.

#### Compétences facultatives
- Tourisme,
- Enfance Jeunesse,
- Culture.

### Identité graphique

Ancien logo.
Logo suivant.
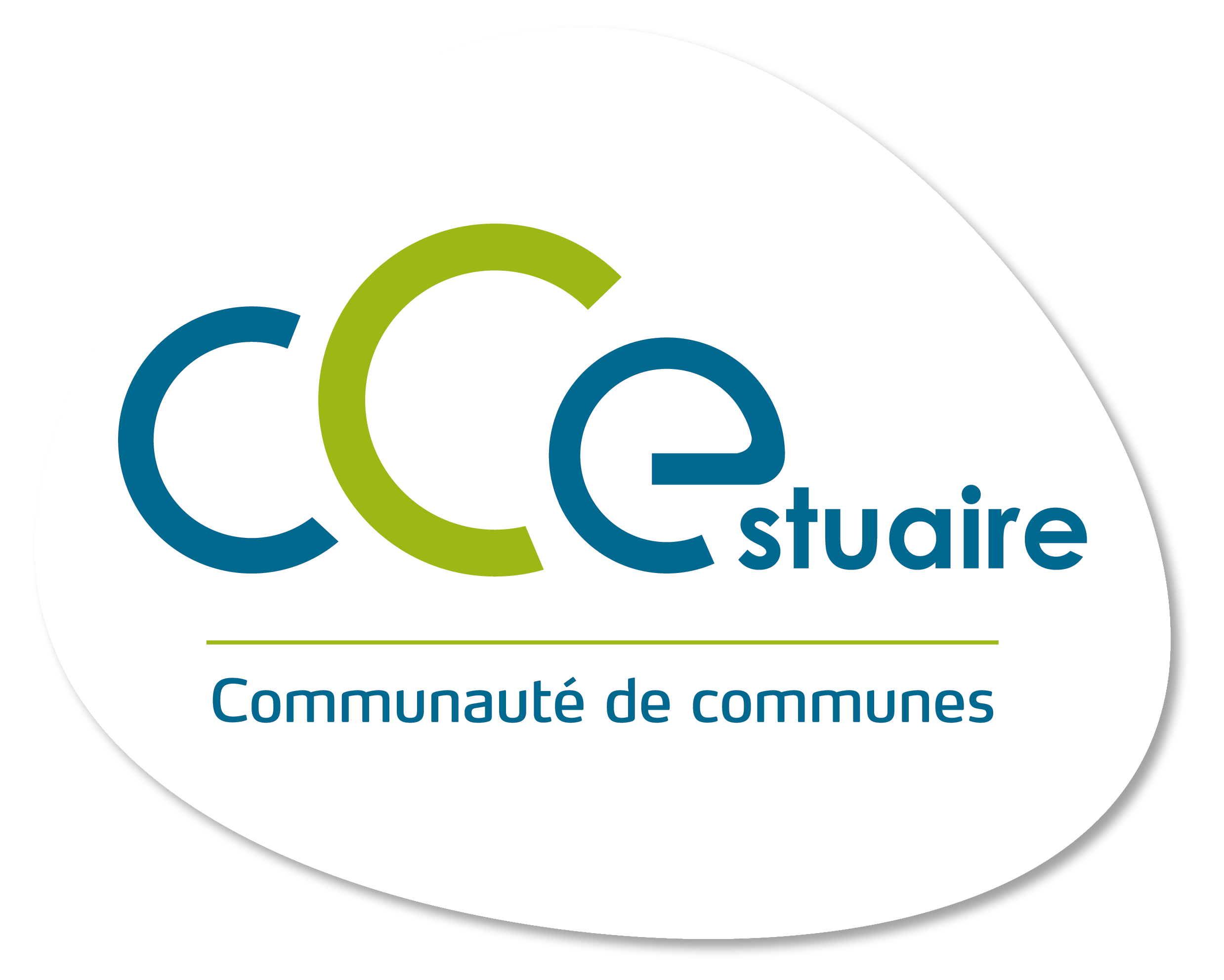
Logo actuel.

### Régime fiscal et budget
Le régime fiscal de la communauté de communes est la fiscalité professionnelle unique (FPU).